# باتريسيا ويلسون بيرغر
باتريسيا ويلسون بيرغر (بالإنجليزية: Patricia Wilson Berger)‏ هي أمينة مكتبة أمريكية، ولدت في 1 مايو 1926، وتوفيت في 27 مارس 2011.